# María Eugenia Arboleda
María Eugenia Arboleda (Cali, Valle del Cauca, 3 de marzo de 1971) es una actriz colombiana de televisión, cine y teatro.

## Carrera
María Eugenia nació en Cali en 1971. Cuando se encontraba cursando el bachillerato inició estudios de artes dramáticas en el Instituto Popular de Cultura. Inicialmente participó en festivales de teatro, realizando presentaciones en varias ciudades de Colombia. En 1987 se trasladó a la ciudad de Bogotá para desarrollar su carrera en la actuación. Al comienzo tuvo que desempeñarse como docente, al no poder obtener papeles en ninguna producción de televisión local. Su debut en televisión se dio en la serie de comedia Romeo y Buseta, donde actuó por seis meses. En 1990 interpretó a Javiera Vega en Puerto Amor y a Asunción en la comedia Laura, Por Favor. En 1993 obtuvo un papel menor en la telenovela Solo una mujer junto a Marcelo Cezán y Viena Ruiz. En 1996 se trasladó a Europa durante dos años para cursar estudios de teatro. En 1999 logró reconocimiento internacional interpretando a Mariana en la reconocida telenovela Yo soy Betty, la fea.
Después de su participación en Yo soy Betty, la fea, apareció en producciones de televisión como Ecomoda (2000), La Jaula (2003), El auténtico Rodrigo Leal (2004), La selección y Comando élite (2013); y en cine se le pudo ver en El amor en los tiempos del cólera (2006), Tiempo Muerto, Corazón de León (2015) y 8 Tiros (2015).

## Filmografía

### Televisión
- Sed de venganza (2024-2025) — Mirna Guerrero[3][4]
- Betty, la fea: la historia continúa (2024) — Mariana Valdés[5]
- Siempre bruja (2020) — Paula Eguiluz
- La luz de mis ojos (2017) — Dominga
- Comando élite (2013) — Alicia
- La selección (2013)
- Los caballeros las prefieren brutas (2010) — Pitonisa
- El auténtico Rodrigo Leal (2004) — Vicky
- Retratos (2003) — Nuncia
- La Jaula (2003)
- Ecomoda (2001) — Mariana Valdés
- Yo soy Betty, la fea (1999) — Mariana Valdés
- Solo una mujer (1995) — Angela
- La otra mitad del sol (1995) — Catalina
- Maria Bonita (1995) — Zulu
- En cuerpo ajeno (1992)
- Laura por favor (1990)
- Puerto Amor (1990)
- Romeo y Buseta (1987)

## Cine
- Perder es cuestión de método (2004) — Mayler
- La gente honrada (2005)
- Desayuno con el suicida (2005) — Josefina
- El amor en los tiempos del cólera (2006)
- La ministra inmoral (2007) — Maria
- Esto huele mal (2007) — Investigador CTI
- Los inocentes (2015)
- Tiempo Muerto (2015)
- Corazón de León (2015)
- Chance (2015)
- 8 Tiros (2015) — Amanda
- Saudó, laberinto de almas (2016) — Herminia

## Teatro
- Esta Negrura Mía (Director: Ramsés Ramos y Hernando Parra)
- 10 Reglas Para No Matar a Tu Marido (Director: Juan Ricardo Gómez)
- Crónica de una Muerte Anunciada (Director: Jorge Ali Triana)
- Arrebatos de mujeres (Director: Eddy Armando)
- En sueños de Bolívar (Director: Eddy Armando)
- Alicia en al País de las Maravillas (Director: Eduardo Chavarro)
- Rodrigo o La Torre Encantada (Director: Carlos Parada)
- La Bella y la Bestia (Director: Yesid Darío Acosta)
- Bufones Sin Reino (Director: Críspulo Torres)
- El niño Rebelde y su Abuela Desarmada (Director: Orlando Cajamarca)
- La Invasión (Director: Orlando Cajamarca)
- Juntas otra vez (Director Víctor Quesada)[6]